# 篠田和哉
篠田和哉（しのだ かずや）は日本の財務官僚。

## 来歴
海城高等学校、東京大学法学部卒業。2004年 財務省入省（理財局財政投融資総括課）。財投計画策定、資産・債務改革、財投特会積立金の活用などに携わる。2006年7月 札幌国税局調査査察部統括国税調査官付国税調査官。大企業の税務調査を担当。2007年7月から主税局総務課調査主任、総務第一係長。平成20・21年度税制改正、税制抜本改革など、税制の改革に従事。2009年7月 大臣官房秘書課係長。人事評価制度の改訂や省内改革に従事。2010年7月 シカゴ大学公共政策大学院へ留学。マクロ・ミクロ経済学、計量経済学、ファイナンス等を学ぶ。
2012年7月 大臣官房文書課長補佐（審査・管理・広報）兼大臣官房秘書課長補佐（調査）。法令審査、採用、広報などに従事。2020年7月 主計局主計官補佐（文部科学第一、二係主査）兼主計局司計課予算執行調査官。2021年7月9日 主計局総務課長補佐（企画）兼主計局総務課予算企画室長。2023年7月7日 東京国税局査察部長。2024年7月12日 内閣官房内閣審議官（内閣人事局）兼内閣官房内閣総務官室。

## 略歴
- 2004年4月：財務省入省（理財局財政投融資総括課）。
- 2006年7月：札幌国税局調査査察部統括国税調査官付国税調査官。
- 2007年7月：主税局総務課調査主任[5]。
- 2008年7月：主税局総務課総務第一係長[6]。
- 2009年7月：大臣官房秘書課係長。
- 2010年7月：シカゴ大学公共政策大学院へ留学。
- 2012年7月：大臣官房文書課長補佐（審査・管理・広報） 兼 大臣官房秘書課長補佐（調査）[7]。
- 2014年7月：主税局総務課長補佐（歳入）[8]。
- 2017年7月：主税局税制第一課長補佐（所得税）[9]。
- 2020年7月：主計局主計官補佐（文部科学第一、二係主査） 兼 主計局司計課予算執行調査官。
- 2021年7月9日：主計局総務課長補佐（企画） 兼 主計局総務課予算企画室長。
- 2023年7月7日：東京国税局査察部長。
- 2024年7月12日：内閣官房内閣審議官（内閣人事局） 兼 内閣官房内閣総務官室。